# أسرة شمسيغرام
السلالة الحمصية أو آل شمسيغرام، (بالإنجليزية: Sampsigeramids) هم  أسرة حاكمة في حمص، بمقاطعة سوريا الرومانية، وهم من أصل عربي.
الفيلسوف الأفلاطوني الشهير يامبليخوس، كان واحدا من أحفاد هذه السلالة.

## الإلهإيل جبل
كانت حمص قديما مشهورة بعبادة الإله إيل جبل. وكانت المدينة تشتهر بمعبد الشمس المخصص لعبادة هذا الإله. كان يعبد على هيئة حجر أسود.  إيل-جبل هو الاسم الآرامي لإله الشمس السوري وتعني إله الجبل.

## المؤسس شمسيغرام الأول
تشير معظم المصادر أن هذه الأسرة تنحدر من أصول عربية.  رغم ذلك،  ينصح بعض الكتاب بعدم الحكم بهذه السرعة، بسبب أن بعض ملوكهم كان يحمل أسماء آرامية مثل «شمسيغرام»  و«يامبليخوس». ولكن كما يظهر أن «عزيز» و «صحيم» هي أسماء عربية واضحة. وحتى يامبليخوس الأول، كان يشار إليها باسم «شيخ العرب» كما ذكر شيشرون. على أية حال، فمن المتفق عليه أن حمص قديما ومحيطها سجلت وجود قوي للعرب في ذلك الوقت.

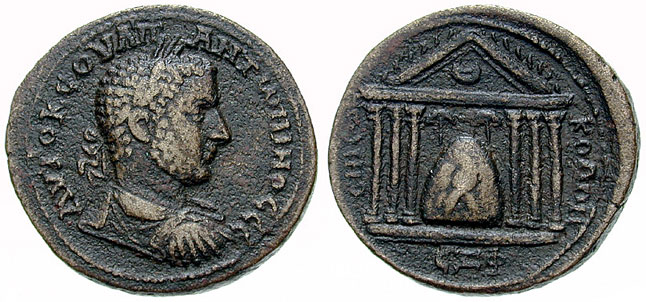
المعبد الحمصي المخصص لإله الشمس إيل جبل مع الحجر المقدس، على الجانب المعاكس من هذه العملة الرومانية

كان شمسيغرام الأول هو الملك المؤسس لهذه السلالة الحمصية  وعاش في القرن الأول قبل الميلاد وكان زعيما قبليا أو شيخاً. كان أسلاف شمسيغرام الأول من البدو من الذين كانوا يرتحلون في الأراضي السورية، قبل أن يقرروا الاستقرار في وادي العاصي وجنوب أفاميا. عاش غرام الأول وعائلته وأجداده في سوريا تحت حكم الإمبراطورية السلوقية اليونانية. شمسيغرام الأول هو ابن عزيز (حوالي 94 ق.م)؛ وحفيد يامبليخوس (حوالي 151 ق.م) وهنالك احتمال أنه قد يكون له أخ يسمى بطليموس (حوالي 41 ق.م)
في حمص قديما، كانت الآرامية والإغريقية هي اللغات التي يتحدث بها وأتت في وقت لاحق اللاتينية في المدن. من خلال سيادة ونفوذ السلالة السلوقية اليونانية في الإمبراطورية السلوقية، تم استيعاب حمص إلى اللغة اليونانية والثقافة الهلنستية. وبالتالي، غرام الأول وأجداده تبنوا الهلنستية  خلال السيادة الإغريقية لسوريا والأراضي المحيطة بها.
والد شمسيغرام الأول، عزيز أو عزيزوس المعروف أيضا باسم «عزيزوس العربي» و«عزيزوس شيخ العرب» كان حليفا لآخر الملوك السلوقيين في سوريا. وارتبط عزيز مع حكم  الملوك السلوقيين فيليب الأول وشقيقه ديمتريوس الثالث. ويعتقد أن عزيز قد ساعد فيليب الأول  قبل حوالي 87 قبل الميلاد، في هزيمة ديمتريوس الثالث الذي انهى أيامه في المنفى. وساعد عزيز أيضا في وضع آخر الملوك السلوقيين فيليب الثاني ابن فيليب الأول على العرش، من خلال ترتيب لقاء معه ليضع الديادم على رأسه. ولكن فيليب الثاني أدرك أن
عزيز صادقه ليقتله ويحصل على جزء من تقسيم المملكة السورية وهرب فيليب الثاني إلى أنطاكية.
شمسيغرام الأول كان مثل والده عزيز، واصل التحالف مع آخر الملوك السلوقيين في سوريا. وعرف شمسيغرام الأول مثل والده بلقب «شيخ العرب». وخلال هذا الوقت، كانت الإمبراطورية السلوقية قد أصبحت ضعيفة جدا ودائما تعتمد على الجمهورية الرومانية للمساعدة في حل الخلافات السياسية والمشاكل. حوالي عام 64 قبل الميلاد، الجنرال الروماني بومبي أستطاع  تنظيم سوريا والبلدان المجاورة إلى مقاطعات الرومانية. وقام بومبي بتثبيت الملوك في المنطقة. من بين هؤلاء الملوك كان شمسيغرام الأول. بناء على طلب من بومبي، ألقي شمسيغرام الأول القبض على الملك السلوقي أنطيوخس الثالث عشر وقتله في عام 64 قبل الميلاد.

## الأعضاء

### الكهنة-الملوك
ملوك السلالة الحمصية المعروفين:

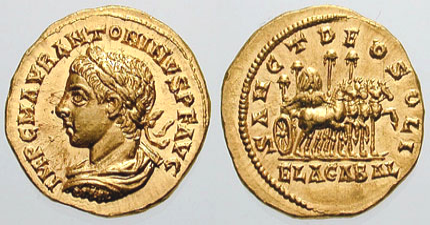
قطعة ذهبية رومانية تصور الإمبراطور إيل جبل. وفي الخلف من القطعة تصورعربة من أربعة خيول تحمل الحجر المقدس للمعبد الحمصي.

- شمسيغرام الأول من 64 قبل الميلاد إلى 48 قبل الميلاد، ابن عزيز وحفيد يامبليخوس (151 ق. م)
- يامبليخوس الأول (ابن شمسيغرام الأول وشقيق أليكسيو الأول[22])، حكم 48 قبل الميلاد-31 قبل الميلاد
- أليكسيو الأول، يعرف أحيانا باسم ألكسيوس أو ألكسندر[23] (شقيق يامبليخوس الأول وابن آخر لشمسيغرام الأول). وأعدم في عام 31 ق.م من قبل أوكتافيان
- أنتهت المملكة الحمصية من 30 قبل الميلاد إلى 20 قبل الميلاد وأصبح الحكم ذاتي تحت إشراف الحاكم الروماني على مقاطعة سوريا
- يامبليخوس الثاني (ابن يامبليخوس الأول)، حكم 20 ق.م إلى 14 ق.م[24]
- شميسغرام الثاني، (ابن يامبليخوس الثاني)، حكم 14-42
- عزيزوس (ابن شمسيغرام الثاني)، حكم 42-54
- صحيموس[25][26] (شقيق عزيزوس والابن الثاني لشمسيغرام الثاني)، حكم 54م-73م
- أليكسيو الثاني (ابن صحيموس[27])، حكم 73م-78م
- شمسيغرام الثالث «سيلاس» (ابن أليكسيو الثاني[28])، حكم 79م-120م
- صحيموس المعروف أيضا بجايوس يوليوس لونجينوس  (ابن شمسيغرام الثالث)، توفي في 160م
- جايوس يوليوس سولبيسيوس، توفي حوالي 210م
- أورانيوس أنطونينوس حكم 210م-235م
- لوسيوس يوليوس أوريليوس سولبيسيوس سيفيروس أورانيوس أنطونينوس، حكم من 235م-254م، والمسمى أيضا بشمسيغرام.

### أحفاد
- زنوبيا قد تكون أحد أحفاد دروسيلا الموريتانية وجايوس يوليوس صحيموس السوري.[29][30]  نسب زنوبيا من دروسيلا قد يدعم إدعاءات زنوبيا على كونها سليله للملكة المصرية كليوباترا السابعة.
- روائي القرن الثاني ميلادي الروائي يامبليخوس يدعي أنه من أصل السلالة الحمصية وكان معاصرا لصحيموس ملك أرمينيا
- الفيلسوف يامبليخوس، الذي عاش بين النصف الثاني من القرن 3م والنصف الأول من القرن 4م، ادعى أنه سليل  السلالة الحمصية الحاكمة
- خصص الفيلسوف داماسكيوس كتابا لثيودورا الحمصية سليلة الملك شمسيغرام الحمصي